# Estádio de Shanghai
O Estádio de Shanghai (em chinês: 上海体育场), também conhecido como Shanghai Stadium, é um estádio localizado na cidade de Shanghai, na China. Inaugurado em 1997, tem capacidade máxima de 80.000 espectadores. Sendo que para futebol, a capacidade é reduzida para 72.000 pessoas.

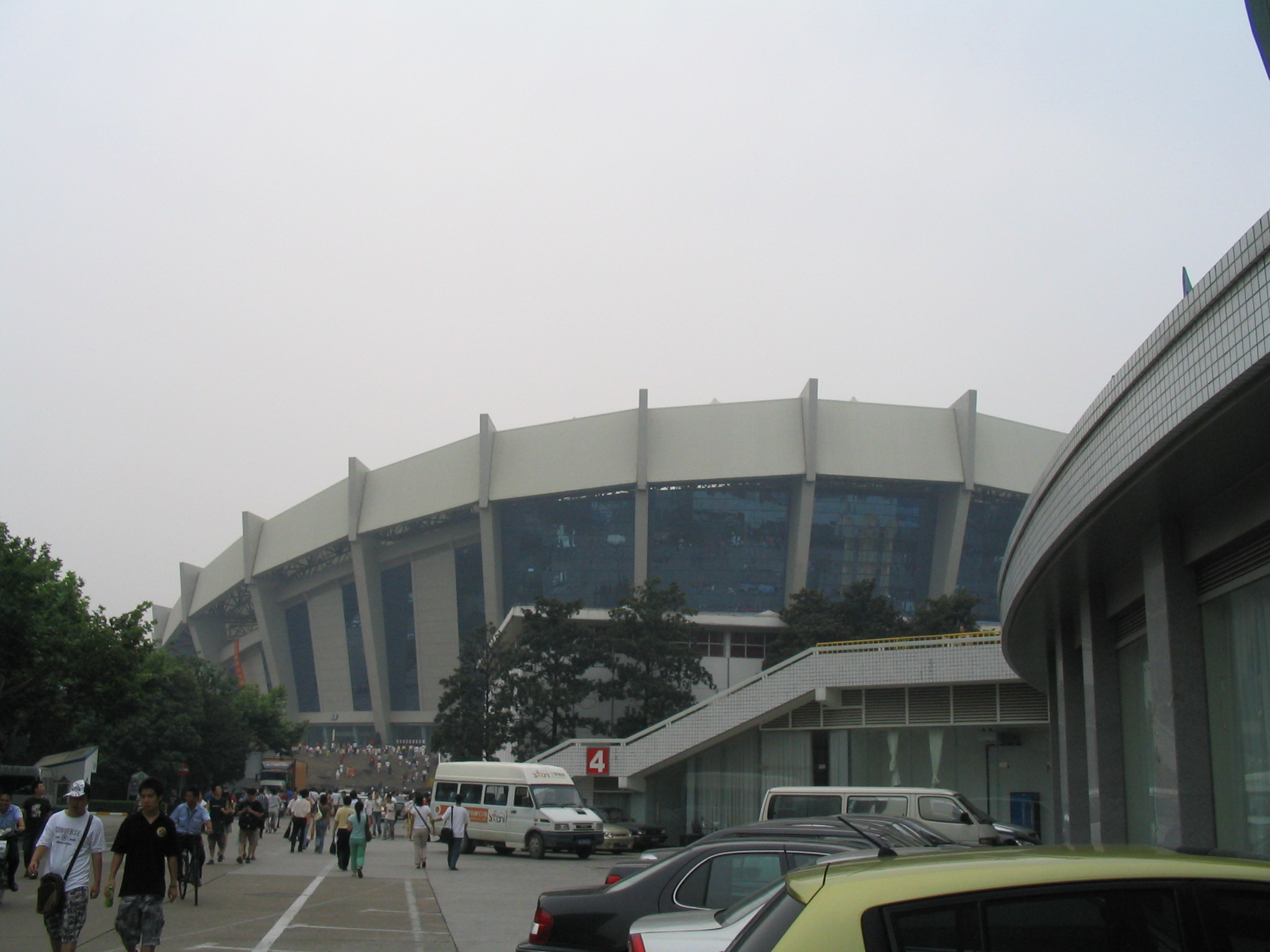
Visão externa

O estádio foi construído e inaugurado em 1997, para a 8ª Edição dos Jogos Nacionais da China, onde a cidade de Xangai seria a sede. 
É o 18º maior estádio de futebol do mundo, junto com o Estádio Nacional de Pequim. 
É o maior estádio da China, junto com o Nacional de Pequim e o Estádio Olímpico de Guangdong. 
Durante os Jogos Olímpicos de Verão de 2008 recebeu partidas da primeira fase do torneio de futebol.
Atualmente, o estádio é a casa do Shanghai Shenhua Football Club, equipe da primeira divisão do Campeonato Chinês. Apesar de ser usado principalmente para jogos de futebol do Shenhua, o complexo ainda recebe jogos de rugby e provas de atletismo.